# Pont-Remy
Pont-Remy – miejscowość i gmina we Francji w regionie Hauts-de-France w departamencie Somma.
Według danych na rok 2011 gminę zamieszkiwało 1411osób, a gęstość zaludnienia wynosiła 142 osoby/km² (wśród 2293 gmin Pikardii Pont-Remy plasowała się na 206. miejscu pod względem liczby ludności, natomiast pod względem powierzchni na miejscu 455.).